# Heteronarce bentuviai
Heteronarce bentuviai is een vissensoort uit de familie van de sluimerroggen (Narkidae). De wetenschappelijke naam van de soort is voor het eerst geldig gepubliceerd in 1989 door Baranes & Randall.